# スリウィジャヤ航空
スリウィジャヤ航空 (スリウィジャヤこうくう、インドネシア語: Sriwijaya Air)は、スマトラ島をベースにインドネシア国内の都市を結ぶインドネシアの航空会社である。インドネシア国内線のシェアは13%、第3位である。かつて栄えたシュリーヴィジャヤ王国から名づけられた。
インドネシア国内では最も安全なステージ1に分類。

## 歴史
2003年に設立され、スリヴィジャヤ帝国にちなんで名付けられた。2003年4月28日に営業許可を取得し、2003年11月10日にジャカルタとパンカルピナン間の初飛行を開始し、ボーイング737-200型機で運航を開始しました。これに続いて、ジャカルタとポンティアナック間、およびジャカルタとパレンバン間のフライトが運航された。
2008年12月18日、ジャカルタとシンガポール間の路線で初の国際線運航を開始した。2010年までに、累計718万人が搭乗し、インドネシアの国内線市場の11.8%のシェアを占めた。
2011年のパリ航空ショーで、エンブラエル190を20機購入し、オプション10機の購入権を持つことに合意した。しかし、価格交渉とすでに運用しているボーイング航空機との共通性を維持を理由に、2012年に破談となった。また、2011年11月11日にコンチネンタル航空から12機の中古ボーイング737-500を8,400万ドル相当のリース契約で取得することが発表された。この航空機は、2011年4月から12月の間に納入され、ボーイング737-200型機を置き換えた。
2012年、中国への路線を拡大するために、6機のボーイング737-800型機を導入した。また、フルサービスキャリアへのブランド移行を開始し、これにより、インドネシア政府のフルサービスキャリアの基準を満たすために、ビジネスクラスが設置された。 しかし、フルサービスキャリアへの移行は成功しなかった。
2014年1月22日、中国へ、チャーター便運航を開始し、1月から2月にかけてバリ島と杭州、南京、寧波間のフライトを運航した。また、2015年6月17日、パリ航空ショーで最大20機のボーイング737MAXを購入するオプション付きで、ボーイング737-900ERを2機発注した。運航12年目で、初めての新造機の注文となった。2015年8月に新造の737-900を受領した。
2016年9月、中国への長距離運航とサウジアラビアへのチャーター運航を可能にするために、3機の中古ボーイング777-200を受領する計画を発表した。計画は、代わりに2機のボーイング777-300ERと15機のボーイング737-800に修正されましたが、結局実現しなかった。
2018年、ガルーダ・インドネシア航空とコードシェア提携を始めた。協力協定は、前年に大幅な損失を出したスリウィジャヤ航空の財務および運用実績と効率を回復し、改善することを目的としていた。この契約に基づき、ガルーダインドネシアの子会社として運営されることとなった。 しかし、2019年9月24日、ガルーダグループの整備会社がスリウィジャヤ航空機の保守サービスを拒否し、スリウィジャヤ航空の航空機からエンジンと部品を撤去したため、契約は破綻した。このため、大量の欠航が発生した。2019年11月8日、ガルーダ・インドネシア航空との提携が終了した。ガルーダ・インドネシア航空は、スリウィジャヤ航空が航空機リース会社にリース料を支払えなかったこと、インドネシアの国営企業(ガルーダとその子会社を含む)に対する2兆2000億ルピアの未払い債務が契約の崩壊を特徴づけたと主張した。分割後、スリウィジャヤ航空グループは、ガルーダ・インドネシア航空とは無関係の地上および保守サービスの新たな請負業者との契約を発表した。
2021年、COVID-19のパンデミックに加えて、1月9日のの墜落事故（後述）により財政難に陥り、会社はリストラを行い、希望退職者を募った。2022年10月、一時的な債務再編措置(PKPU)を開始しました。

## 路線
2025年現在、23路線のインドネシア国内線を運航している。スマトラ島を中心にジャワ島、ボルネオ島、スラウェシ島、および西ティモールのクパンや西パプア州などを結んでいる。
過去には、デンパサールからディリ、メダンからペナン、デンパサールから中国路線（南寧、杭州、武漢）への国際線を運航している。また、ラウェシ島北東部のマナドより、フィリピンのダバオ、ジャカルタからシンガポールも運航していた。

## 保有機材
| 機材              | 保有数 | 客席数 | 客席数 | 客席数 |
| 機材              | 保有数 | C      | Y      | 計     |
| ----------------- | ------ | ------ | ------ | ------ |
| ボーイング737-500 | 2      | 8      | 112    | 120    |
| ボーイング737-800 | 5      |        | 189    | 189    |

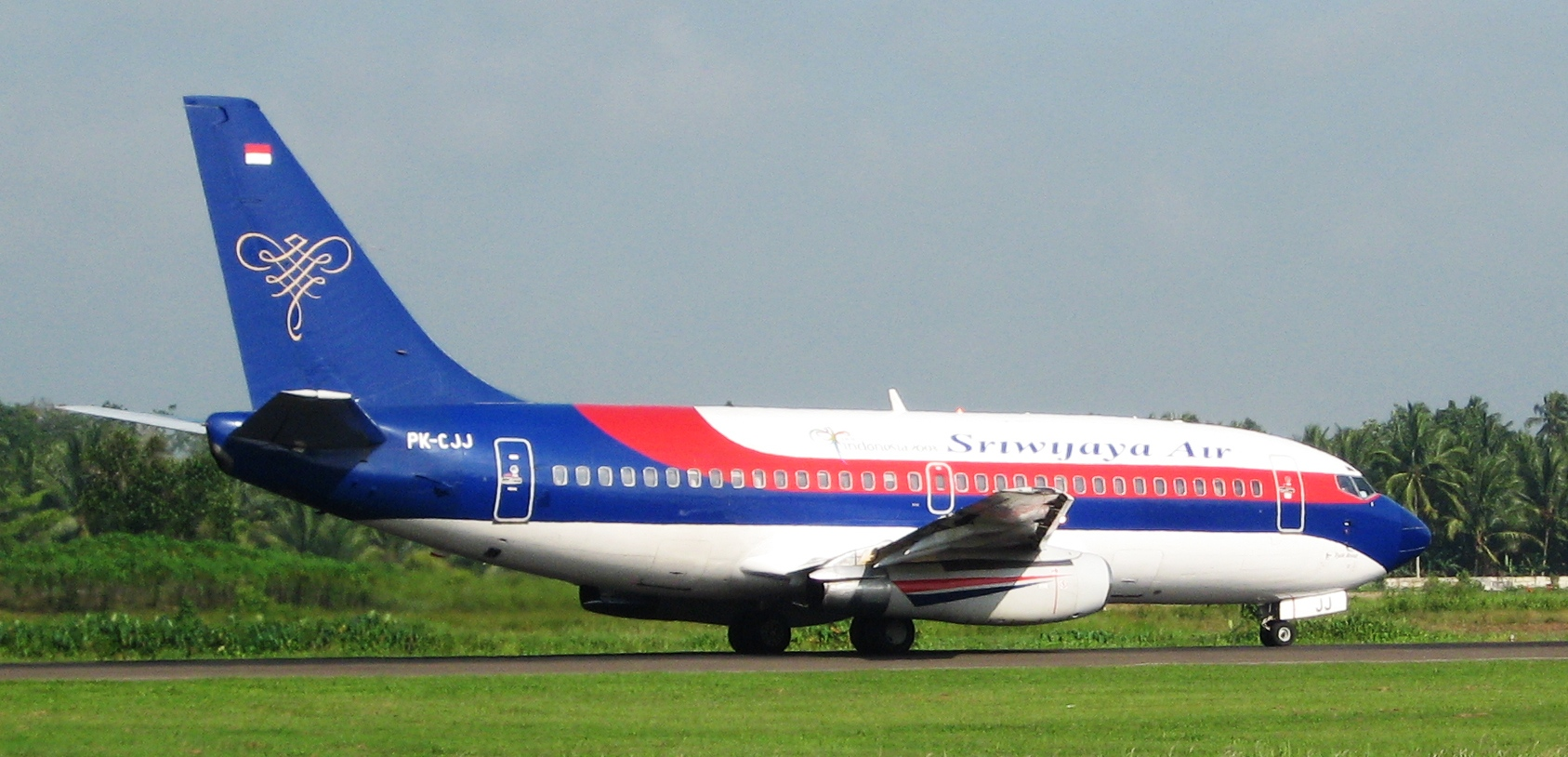
737−200

2025年2月時点で、平均機齢20.2年となっている。

## 事故

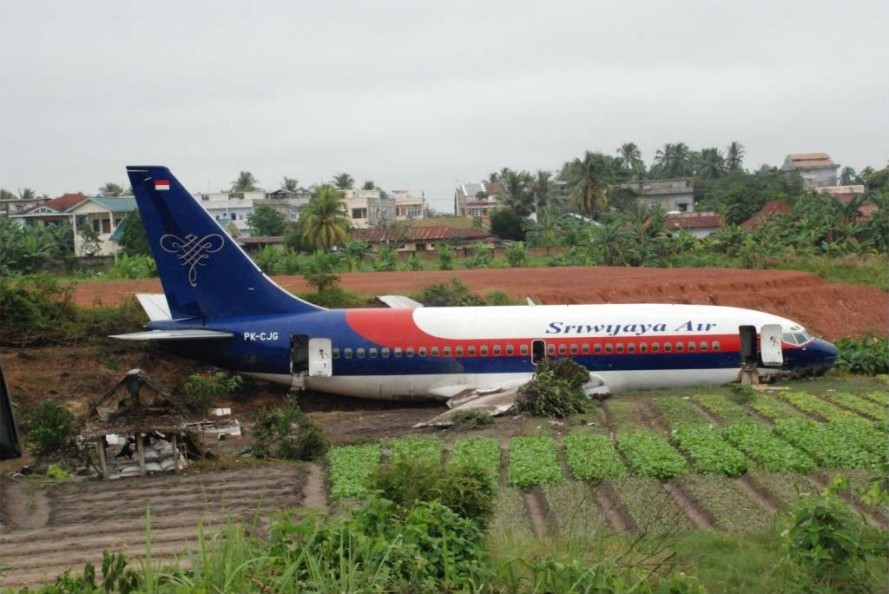
事故後の62便

2008年8月27日に、ジャカルタ発ジャンビ行の国内線62便（ボーイング737-200）がスルタン・タハ空港でオーバーランし、乗員乗客24人と地上の2人が負傷し、地上の1人が死亡した。
2021年1月9日の現地時間14:30分頃に、ジャカルタ発ポンティアナック行の182便（ボーイング737-524）がスカルノ・ハッタ国際空港を離陸直後にジャワ海へ墜落。乗員乗客62人全員が死亡したと推定されている。